# Доротище
Доро́тище — село в Україні, у Ковельській міській громаді Ковельського району Волинської області. Населення становить 468 осіб.

## Географія
Село розташоване на лівому березі річки Турії.

## Історія
У 1906 році село Несухоїзької волості Ковельського повіту Волинської губернії. Відстань від повітового міста 14 верст, від волості 4. Дворів 124, мешканців 941.

## Визначні місця
- Успенська церква та дерев'яна церковна дзвіниця визнанні пам'ятками архітектури під номерами 129/1 та 129/2. Церква зведена у 1769 році. Охоронний статус отримано згідно з постановою № 970, прийнятою Радою Міністрів УРСР від 24 серпня 1963. [2]

## Населення
Згідно з переписом УРСР 1989 року чисельність наявного населення села становила 492 особи, з яких 231 чоловік та 261 жінка.
За переписом населення України 2001 року в селі мешкало 467 осіб.

### Мова
Розподіл населення за рідною мовою за даними перепису 2001 року:
| Мова       | Чисельність | Відсоток |
| ---------- | ----------- | -------- |
| українська | 464         | 99,15%   |
| російська  | 4           | 0,85%    |
| Усього     | 468         | 100%     |

## Галерея

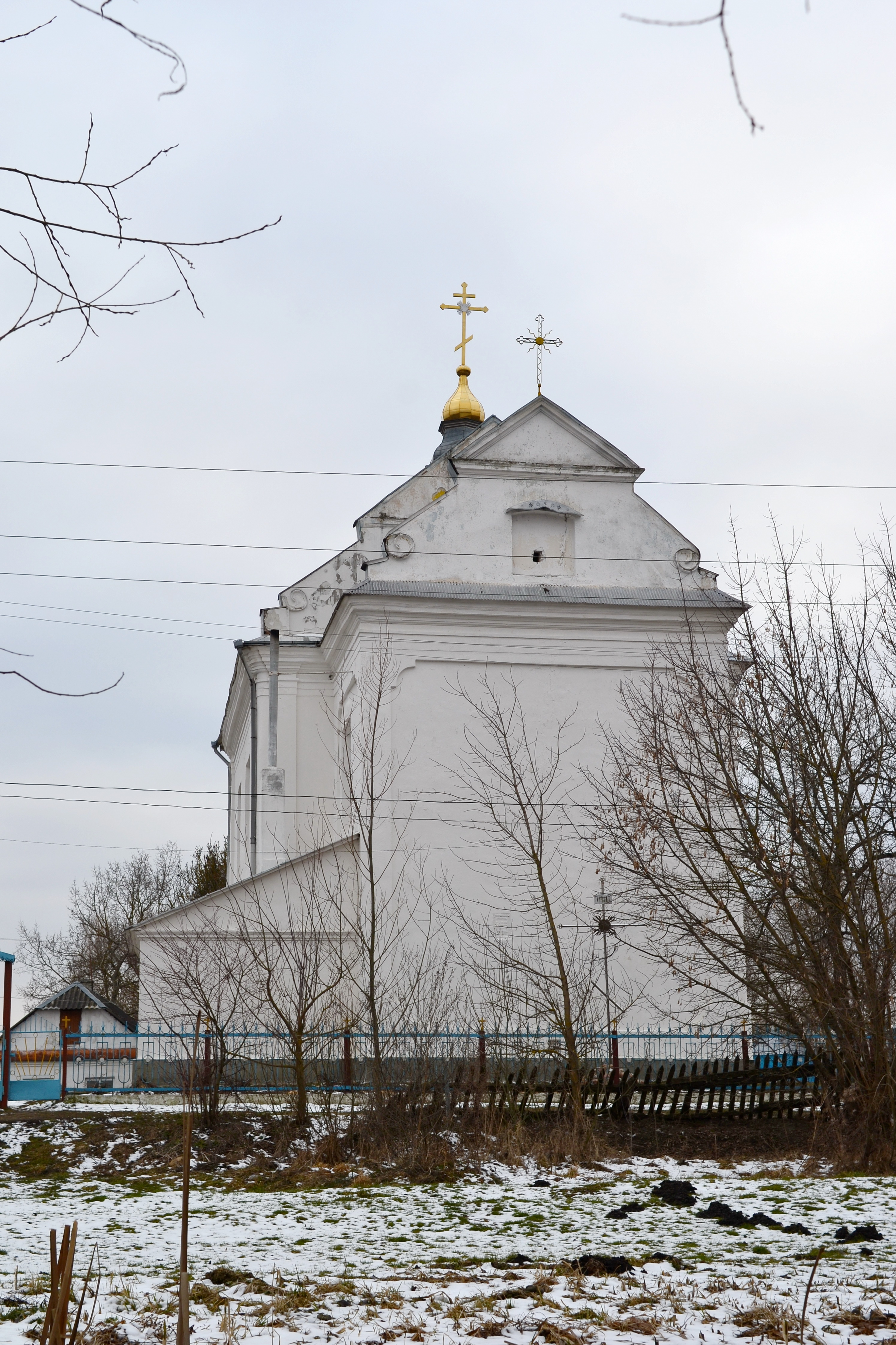
Успенська церква (вигляд з півночі)
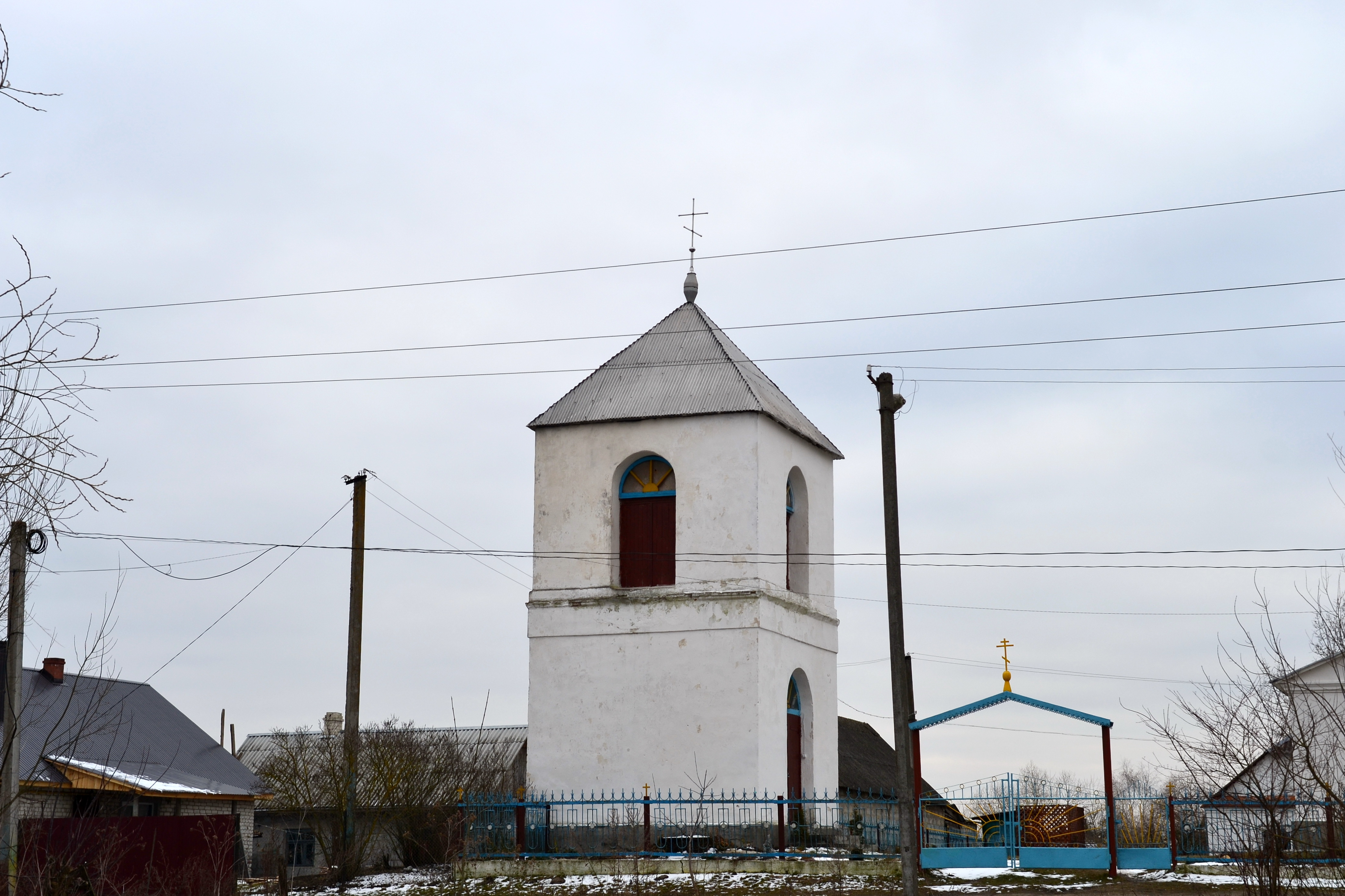
Дзвіниця Успенської церкви (вигляд з півночі)
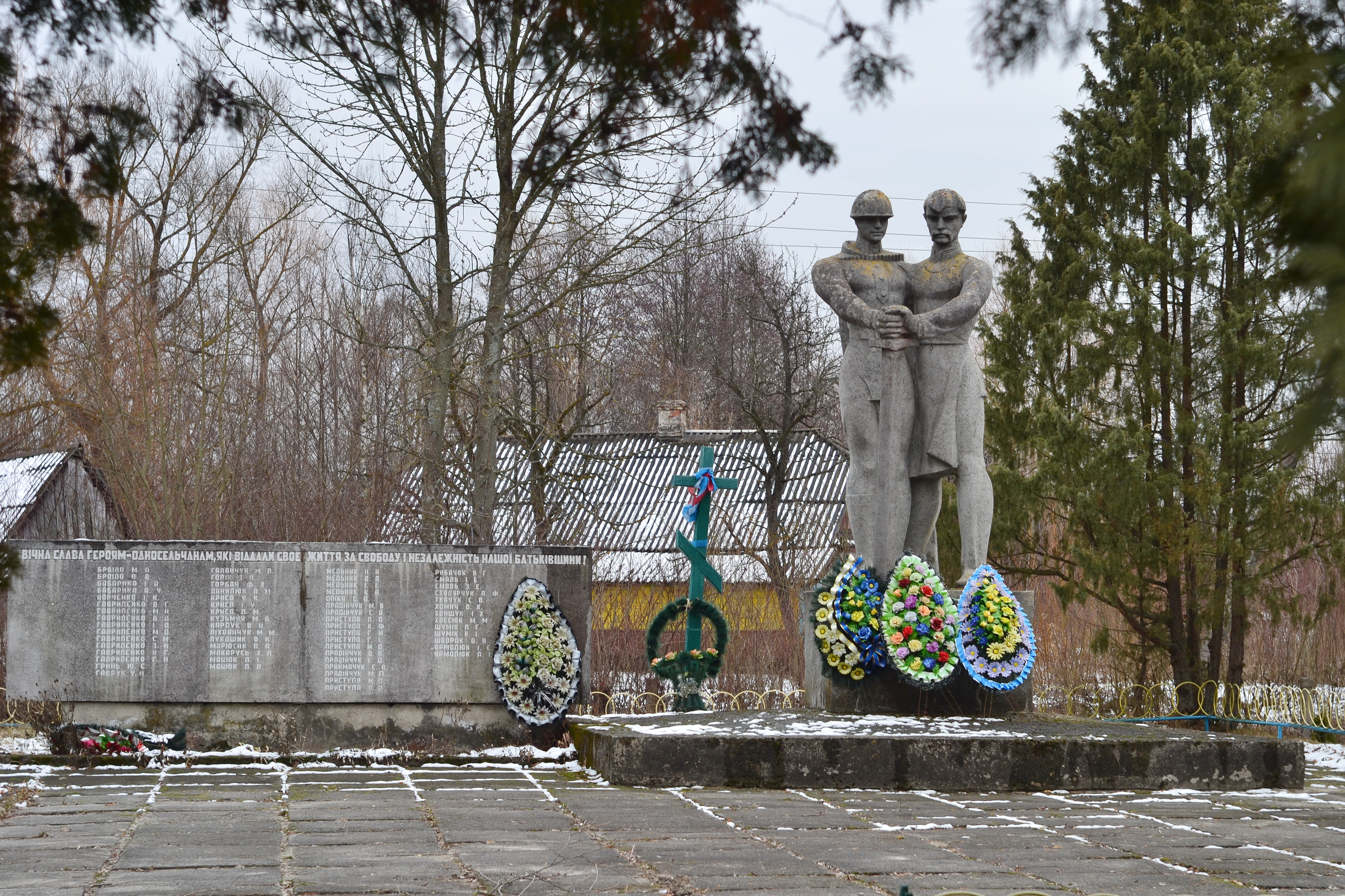
Пам'ятник землякам